# Camponotus oblongus
Camponotus oblongus är en myrart som först beskrevs av Smith 1858.  Camponotus oblongus ingår i släktet hästmyror, och familjen myror.

## Underarter
Arten delas in i följande underarter:
- C. o. binominatus
- C. o. oblongus